# 小行星19861
小行星19861（19861 Auster）是一颗绕太阳运转的小行星，为主小行星带小行星。该小行星于2000年10月24日发现。

## 轨道参数
小行星19861的轨道半长轴为2.7838737 UA，离心率为0.139。